# 누가 꽃밭에 불을 지르랴
"누가 꽃밭에 불을 지르랴"는 1989년에 개봉한 대한민국의 영화이다.

## 캐스팅
- 최윤석
- 공미희
- 나한일
- 방희
- 남수정
- 곽은경
- 주상호
- 박종설
- 박용팔
- 정진아
- 김수정
- 남궁희숙
- 크리스티나 코린
- 이성근 (특별출연)